# Свети Николай (Клиновац)
„Свети Николай“ (на сръбски: Храм св. оца Николаја) е възрожденска православна църква във вранското село Клиновац, югоизточната част на Сърбия. Част е от Вранската епархия на Сръбската православна църква.
Църквата е гробищен храм, разположен в югозападната част на селото. Изградена е в 1833 година на основите на по-стара църква, която според Йован Хадживасилевич е дело на царица Милица. Осветена е в същата 1833 година от митрополит Гавриил Скопски. Иконостасът с 36 икони е дело на калугер Нешо Зограф и Зафир Василков. В 1926 година църквата е обновена – под покривния венец има кръстовиден отвор и под него в малка полукръгла ниша има надпис: „1926. године прерађена за време тутура Тасе Антића кмета Јована Ристића помоћа село Клиновац сазидано, молериста Ј. Вељковић родом из Клиновца“.